# きょっこう
きょっこう (第5号科学衛星EXOS-A) は東京大学宇宙航空研究所（後の宇宙科学研究所）が打ち上げたオーロラ観測衛星である。開発・製造は日本電気が担当した。名前はオーロラを意味する「極光」に由来する。

## 目的
当機は主にオーロラを観測することを目標に開発された。また、オーロラに関連する磁気圏、プラズマ圏、電離層も観測対象となった。当機はその観測能力を生かし、国際磁気圏観測計画 (IMS) に参加した。なお、IMSには「うめ」「うめ2号」「じきけん」も参加している。

## 機体
当機は「たんせい3号」とほぼ共通の設計をしている。衛星の形状も「たんせい3号」と同じく円筒形であり、観測装置以外の搭載機器もほぼ同じ物が用いられた。投入された軌道も同じような軌道である。打ち上げ機も「たんせい3号」と同型機であり、ロケットと衛星本体を含めて「たんせい3号」で見つかった不具合は解消された。
観測装置はメインの紫外線オーロラ撮像カメラを含め7種類搭載されている。

## 運用
当機は1978年2月4日に、M-3Hロケット2号機によって打ち上げられ、近地点641km、遠地点3978km、軌道傾斜角65.3°の軌道に投入された。2月24日から観測を開始した。
当機は観測データの取得率を上げるため、内之浦のほかにカナダのチャーチルと南極の昭和基地でもデータの受信を行った。
1992年8月2日に運用終了した。